# Audi e-tron Vision Gran Turismo
Audi e-tron Vision Gran Turismo — концептуальный гоночный прототип, электромобиль немецкого автопроизводителя Audi AG. Созданный подразделением Audi Sport GmbH в городе Неккарзульм, Германия. Прототип был разработан для гоночного симулятора «Gran Turismo Sport». На этапе Formula E автомобиль используется в качестве «гоночного такси» который катает всех желающих по гоночной трассе под управлением бывшего пилота DTM.
Внешний вид и расцветка выполнены в традиционном стиле гоночных прототипов выпущенных ранее, таких как Audi 200 quattro Trans-Am (1988), Audi 90 quattro IMSA GTO (1989).

## Технические характеристики
Автомобиль оснащен тремя электромоторами мощность которых в общей сложности составляет 815 л. с. (600 кВт). Разгон до 100 км/ч занимает 2.5 секунды при весе 1450 кг.